# Milko Kazanov
Milko Kazanov, född den 11 februari 1970 i Ruse, Bulgarien, är en bulgarisk kanotist.
Han tog OS-brons i K-2 1000 meter i samband med de olympiska kanottävlingarna 1996 i Atlanta.